# Heo Young-ji
Dans ce nom coréen, le nom de famille, Heo, précède le nom personnel.
Pour les articles homonymes, voir Heo.
Heo Young-ji (coréen: 허영지; née le 30 août 1994 en Corée du Sud) est une chanteuse sud-coréenne. Elle est connue pour avoir gagné le concours Kara Project en 2014, faisant d'elle la nouvelle membre du girl group Kara, formé par DSP Media en 2007. Elle est membre cachée du groupe Kard.

## Carrière

### Pré-débuts
Youngji était une ancienne stagiaire de CORE Contenu Media aux côtés d'Areum, ancienne membre des T-ara, avec qui elle était sur le point de débuter, mais a quitté l'agence avant que le groupe n'ait fait ses débuts. Plus tard, elle est devenue une stagiaire à KeyEast avant de partir une nouvelle fois. Avant de rejoindre les Kara, elle était une stagiaire à DSP Media.

### Kara (2014-2016)
En mai 2014, après que les anciennes membres de Kara Nicole Jung et Kang Ji-young ont quitté le groupe, DSP Media a lancé une émission de téléréalité appelée Project Kara à propos de sept stagiaires en compétition pour devenir la nouvelle membre du groupe. Même si elle a raté deux performances en raison d'une blessure à la jambe faite pendant l’entraînement, elle a attiré l'attention des téléspectateurs et a été en tête des classements.
Le 1er juillet, les résultats en direct des votes ont débuté a 18h45 (KST). Youngji a été proclamée vainqueur avec un score total de 49 591,. Après avoir remporté le programme, elle a prononcé un discours en disant qu'elle travaillerait encore plus dur en tant que nouvelle membre des Kara.
Lorsque Goo Hara est apparue dans l'épisode 9 de Roommates, elle a admis qu'elle voulait que Youngji soit choisie comme membre des Kara car elle a des charmes que les autres membres n'ont pas et que les Kara se sentent plus jeune avec elle,,.
Le 14 janvier 2016, il a été annoncé que le groupe a été dissout après Park Gyuri, Han Seung-yeon et Goo Hara ont décidé de ne pas renouveler leurs contrats avec DSP Media. Youngji continuera de travailler en solo avec l'agence en tant qu'artiste.

## Filmographie

### Drama
| Année | Chaine                   | Titre           | Rôle        | Note                          |
| ----- | ------------------------ | --------------- | ----------- | ----------------------------- |
| 2015  | - MBC Every1 - Navercast | The Alchemist   | Oh Young-ji | - Web drama - Role principale |
| 2016  | TVN                      | Another Miss Oh | Yoon Ahn-na | Role secondaire               |
| 2018  | KBS2                     | Are You Human?  | Yeon Ye-in  | Apparence exceptionnelle      |

### Film
| Année | Titre                   | Rôle | Note(s)                            |
| ----- | ----------------------- | ---- | ---------------------------------- |
| 2015  | Tasty 2: Happy Together | TBA  | Korean and Japanese dubbed version |

### Shows TV
| Année     | Chaîne         | Titre                             | Role       | Note(s) |
| --------- | -------------- | --------------------------------- | ---------- | --- |
| 2014      | MBC Music      | Kara Project                      | Contestant | Won the show and became a new member of KARA |
| 2014      | SBS            | Utchasa                           | Invitée    | Avec Park Gyuri |
| 2014      | KBS 2          | Happy Together                    | Invitée    | Christmas special épisode |
| 2014      | KBS            | The Lord Of The Ratings           | MC         | |
| 2014-2015 | SBS            | Roommate: Season 2                | Fixed Cast | |
| 2014-2015 | MBC Every 1    | Hitmaker Season 2                 | Fixed Cast | With G.NA, After School's Lizzy & 4Minute's Sohyun |
| 2015      | MBC Every 1    | Weekly Idol                       | Guest      | with Chamsonyeo & Big Byung (Hitmaker project groups) |
| 2015      | MBC            | Idol Star Athletics Championships | Guest      | As one of the participating idols in the annual sports event. |
| 2015      | jTBC           | A Hard Day                        | Contestant | |
| 2015      | KBS 2          | Game of Thrones                   | Contestant | |
| 2015      | KBS 2          | Let's Go! Dream Team Season 2     | Guest      | Charity special. |
| 2015      | KBS World      | A Style For You                   | Guest      | Épisode 6, 7 (special MC) and 9 |
| 2015      | Mnet           | Yaman TV                          | Guest      | Girl Group Camping Special |
| 2015      | SBS            | Founding Star                     | Fixed Cast | Épisode 1 - 6 |
| 2015      | SBS            | Star King                         | Guest      | |
| 2015      | KBS 2          | Yettie TV                         | Guest      | |
| 2015      | KBS Joy        | A Meal's Dignity                  | Guest      | |
| 2015      | SBS Plus       | The Great Chinese Food Battle     | Guest      | |
| 2015      | TVN            | Wednesday Food Talk               | Guest      | |
| 2015      | KBS Joy        | A Meal's Dignity                  | Guest      | |
| 2015      | TVN            | Conte and The City                | Guest      | |
| 2015      | SBS            | Same Bed Different Dreams         | Guest      | |
| 2016      | MBC            | Next Door CEO                     | Fixed Cast | Épisode 1 - ? |
| 2016      | KBS 2          | Let's Go! Dream Team Season 2     | Contestant | Muscle Queen Special. |
| 2016      | SBS            | Finding Genius                    | Guest      | |
| 2016      | Mnet           | Produce 101                       | Guest      | Épisode 1 |
| 2016      | Bubble Fighter |                                   | Guest      | |
| 2016      | KBS            | Hello Counselor                   | Guest      | With Ryeowook, K.Will & Shin Hyesung |
| 2016      | KBS            | Bon Boon Olympic                  | Guest      | - Lunar New Year Special - With EXID's Hani and Solji, TWICE's Jungyeon, Dahyun and Nayeon, Orange Caramel's Lizzy, G-Friend's Yuju, BESTie's Hyeyeon, Hello Venus' Nara, AOA's Jimin, Nine Muses' Kyung Li, FIESTAR's Cao Lu and Yezi, Park Bo-ram and NC.A |
| 2016      | KBS 2          | Gag Concert                       | Guest      | |

### Apparence dans des clips vidéos
| Année | Chanson           | Artiste(s)                                          | Rôle                                     |
| ----- | ----------------- | --------------------------------------------------- | ---------------------------------------- |
| 2011  | "Twinkle Twinkle" | Girl's Day                                          | Extra, Backup Dancer                     |
| 2014  | "Error",          | VIXX                                                | Girlfriend, Cyborg                       |
| 2014  | "White"           | DSP Friend                                          | Herself                                  |
| 2015  | "Magic Words",    | Chamsonyeo                                          | Herself as Nun Ggari                     |
| 2016  | "Fingertips Love" | With B1A4, BTOB, A-JAX, Oh My Girl, Kassy and April | Herself                                  |
| 2016  | "Y.O.U"           | Kim Jo Han                                          | Herself                                  |
| 2016  | "Oh NaNa"         | K.A.R.D                                             | Herself as K.A.R.D's first hidden member |

### Shows Radios
| Date              | Chaîne      | Programme                  | Note(s)                                 |
| ----------------- | ----------- | -------------------------- | --------------------------------------- |
| November 4, 2014  | MBC FM4U    | Sunny's FM Date            | With Jackson (GOT7)                     |
| November 26, 2014 | NC          | DSP Radio E3               | Special DJ with Goo Hara                |
| December 6, 2014  | MBC         | Idol True Colors / C-Radio | With Hyuk (VIXX) & Kwangmin (Boyfriend) |
| March 28, 2015    | MBC         | Idol True Colors / C-Radio | With Jackson (GOT7) & BamBam (GOT7)     |
| June 17, 2015     | SBS         | Lee Guk Joo's Youngstreet  | With KARA                               |
| May 31, 2015      | KBS Cool FM | Radio Kpop Planet          | Special DJ with Goo Hara                |
| February 11 2016  | SBS         | Park So Hyun's Love Game   |                                         |

### Hôte
| Année | Chaîne    | Show                       | Note(s)                                                     |
| ----- | --------- | -------------------------- | ----------------------------------------------------------- |
| 2014  | KBS       | The Lord of The Ratings    | MC with Kwanghee (ZE:A) and others                          |
| 2015  | MBC Music | Show Champion              | Special MC with SM Rookies' Jaehyun and Do Young,           |
| 2015  | SBS MTV   | The Show                   | Special MC with Zhou Mi (Super Junior-M) and Hongbin (VIXX) |
| 2015  | MBC       | 2015 Incheon K-POP Concert | MC with Kangin (Super Junior) and Hyuk (VIXX)               |
| 2015  | MBC Plus  | 2015 Melon Music Awards    | Red Carpet's MC with Seo Yuri                               |

## Discographie
| Chanson           | Année | Album                       | Autre(s) artiste(s)                     |
| ----------------- | ----- | --------------------------- | --------------------------------------- |
| "Magic Words"     | 2015  | Non-album song              | Hyung-Don and Dae-Joon feat. Chamsonyeo |
| "You're So Yummy" | 2015  | Tasty 2: Happy Together OST | NC                                      |
| "How About Me?"   | 2015  | Alohara (Can you feel it?)  | Goo Hara feat Youngji                   |

## Récompenses et nominations
| Année | Titre        | Catégorie   | Travail nommé              | Résultat |
| ----- | ------------ | ----------- | -------------------------- | -------- |
| 2014  | Omona Awards | Best Couple | Avec Jackson dans Roommate | Lauréat  |

### Sources
- (en) Cet article est partiellement ou en totalité issu de l’article de Wikipédia en anglais intitulé « Heo Young-ji » (voir la liste des auteurs).